# Museo de Instrumentos de Tortura (Guadalest)
El Museo de Instrumentos de Tortura sito en Guadalest (Provincia de Alicante, España) exhibe instrumentos de tortura y pena capital. 